# Kathedrale von Bazas

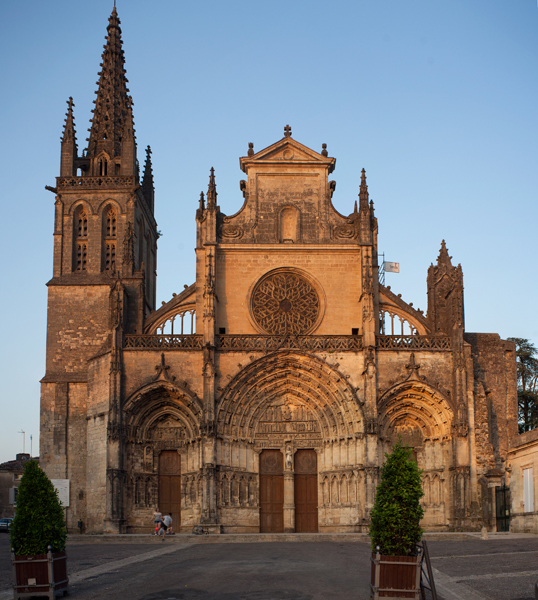
Ehemalige Kathedrale von Bazas

Die unter dem Patrozinium Johannes des Täufers (St-Jean-Baptiste) stehende ehemalige Kathedrale von Bazas war die Bischofskirche des von der Spätantike bis zur Französischen Revolution existierenden und am Jakobsweg (Via Lemovicensis) gelegenen Bistums Bazas. Sie ist bereits seit dem Jahr 1840 als Monument historique anerkannt; außerdem gehört sie seit 1998 als Teil der Wege der Jakobspilger in Frankreich zum UNESCO-Welterbe.

## Geschichte
Erste Erwähnungen eines Bischofs in Bazas im 5. Jahrhundert stammen von Gregor von Tours († 594); außerdem erwähnt er eine Dame, die von einer Jerusalem-Reise ein Fläschchen mit dem Blut Johannes des Täufers mitgebracht haben soll. Bischöfe aus Bazas sollen im 6. und 7. Jahrhundert an verschiedenen Konzilien teilgenommen haben. Im Jahr 853 verwüsteten die Normannen die alte Kathedrale, deren Wiederaufbau erst im Jahr 1070 begann. Im Jahr 1233 wurde ein kompletter Neubau im gotischen Stil der nordfranzösischen Kathedralen begonnen, dessen Fassade jedoch erst im Jahr 1537 vollendet wurde. Während der Hugenottenkriege (1562–1598) verwüsteten die Protestanten wiederholt den Bau. Lediglich die Fassade blieb unversehrt, weil die Bürger der Stadt eine Summe von 10.000 Écus aufbrachten. Die nachfolgende Restaurierung des übrigen Baus erfolgte auf Betreiben des Bischofs Arnaud de Pontac in den Jahren zwischen 1583 und 1605. Am 1. Januar 1723 zerstörte ein Sturm die oberen Teile der Fassade und die beiden ersten Langhausjoche; die Schäden wurden u. a. durch ein barockes Giebelfeld behoben.

## Architektur

### Turm
Der dreigeschossige und insgesamt ca. 53 m hohe Glockenturm (clocher) trägt einen auf achteckigem Grundriss erbauten durchbrochenen Spitzhelm mit begleitenden Ecktürmchen (Fialen). 

### Fassade
Die dreiportalige und auf einem Triumphbogenschema basierende Fassade steht völlig in der Tradition der Kathedralen Nordfrankreichs und ist vergleichsweise gut erhalten, denn auch die Revolutionäre des ausgehenden 18. Jahrhunderts ließen sie weitgehend unangetastet. Alle drei Tympana sowie die Archivolten haben noch ihren originalen Bildschmuck; lediglich einige Köpfe fehlen.
- Das Tympanon im Mittelportal ist der Auferstehung der Toten und dem Jüngsten Gericht gewidmet.
- Das Tympanon des Südportals enthält die Szene der Marienkrönung.
- Das Tympanon des Nordportals ist dem Apostel Petrus gewidmet.

### Langhaus und Chor
Das dreischiffige und basilikal aufgebaute etwa 83 m lange, 23 m breite und ca. 20 m hohe Langhaus wird im Äußeren von Strebebögen stabilisiert; im Innern ist es rippengewölbt. Wie bei den Kathedralen des Nordens münden die Seitenschiffe in einen Chorumgang ein, der ansonsten bei Kirchen im Süden Frankreichs selten ist.

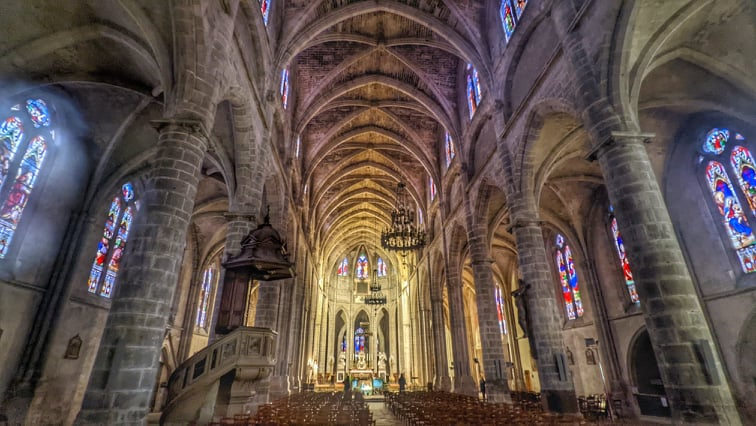
Langhaus und Chor

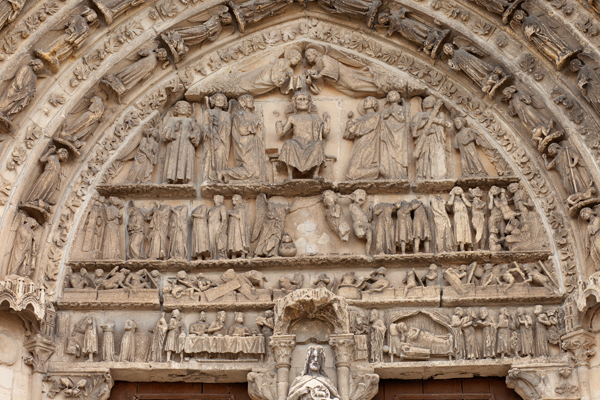
Tympanon des Mittelportals
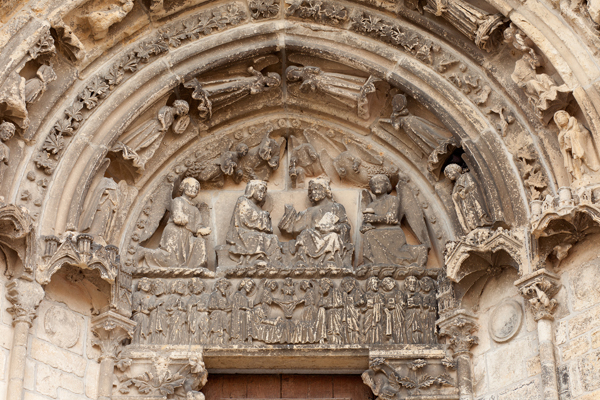
Tympanon des Südportals
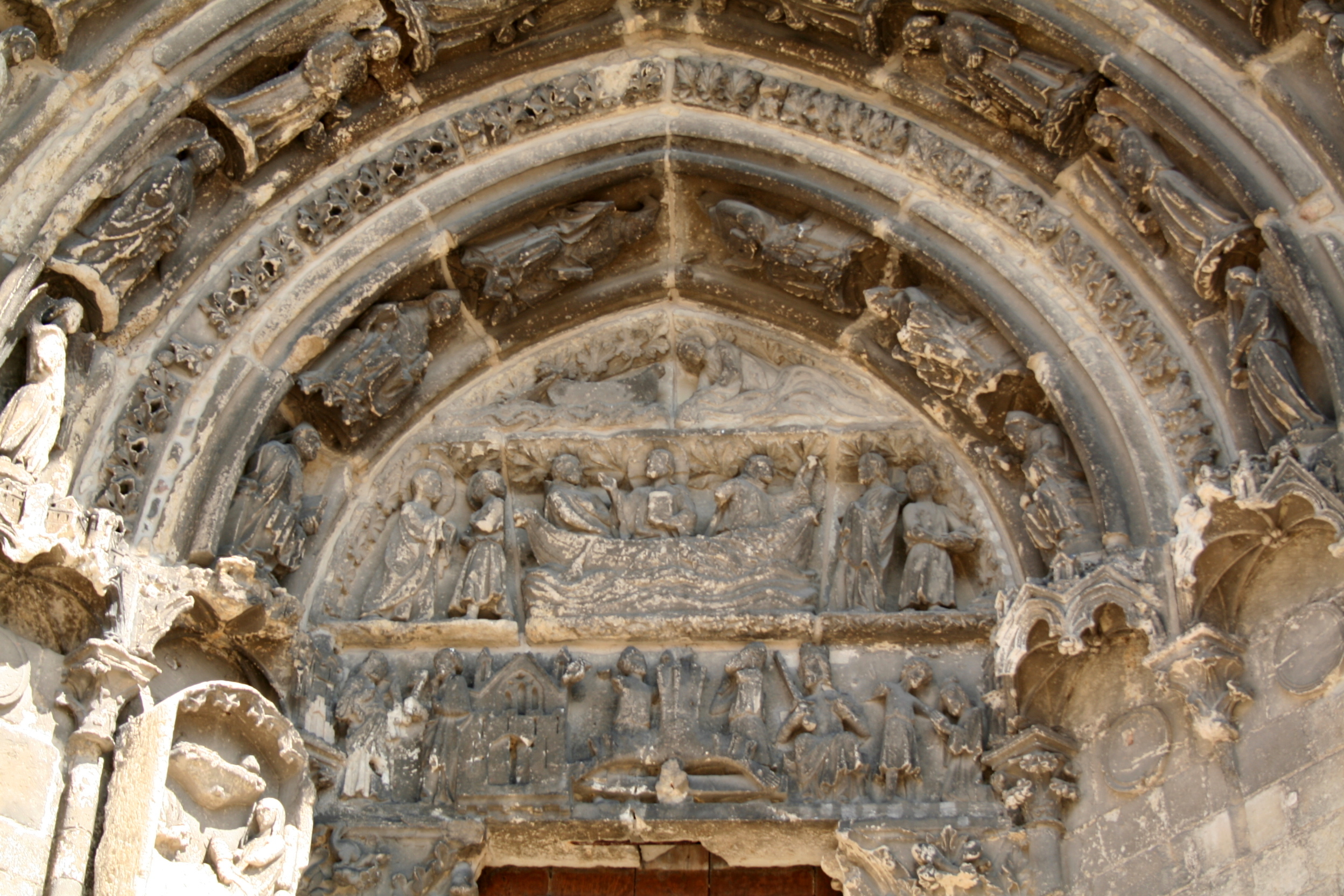
Tympanon des Nordportals

## Ausstattung
Die meisten Teile der Ausstattung, darunter auch die Glasfenster, stammen aus dem 19. Jahrhundert; Ausnahmen sind ein barocker Osterleuchter und anderes liturgische Gerätschaften.